# Richard Strachey
Richard Strachey, GCSI, FRS (1817 — 12 de fevereiro de 1908) foi um soldado e geólogo britânico.

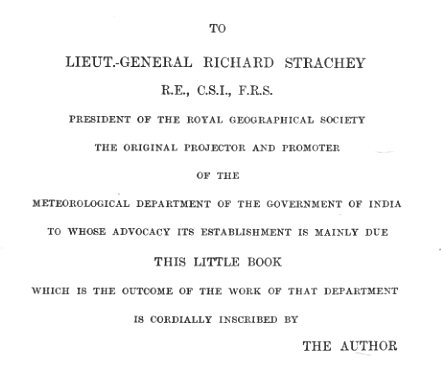
Dedicatória no livro de 1889 de Henry Francis Blanford